# 10149 Cavagna
10149 Cavagna là một tiểu hành tinh vành đai chính được phát hiện ngày 3 tháng 8 năm 1994 bởi Maura Tombelli và Andrea Boattini ở Osservatorio Astronomico della Montagna Pistoiese (Pistoia Mountains Astronomical Observatory).